# الحدبه (حجة)
الحدبه هي إحدى قرى الجمهورية اليمنية. وهي تتبع جغرافيًا لمحافظة حجة. وإداريًا لمديرية كعيدنه. يبلغ تعداد سكانها 1485 نسمة حسب الإحصاء الذي جرى عام 2004.